# Wasted Love (pjesma)
„Wasted Love” je pjesma austrijskog pjevača JJ. Pjesma je objavljena 6. ožujka 2025., a napisao ju je sam JJ uz Teodoru Špirić i Thomasa Thurnera. Pjesma je predstavljala Austriju na Pjesmi Eurovizije 2025.

## Natjecanje za pjesmu Eurosonga 2025.

### Interna selekcija
Austrijski emiter za natjecanje za Pjesmu Eurovizije, Österreichischer Rundfunk (ORF), službeno je objavio svoje namjere za sudjelovanje na Pjesmi Eurovizije 2025. Dana 7. rujna 2024., odlučivši o svom predstavniku putem internog izbora. U listopadu 2024. austrijski su mediji izvijestili da je osam prijava od sedam glzbenika, uključujući Dodoa Muhrera koji je prethodno predstavljao Austriju na Pjesmi Eurovizije 2015. kao dio The Makemakesa, kao i Johannes Pietsch, Kayla Krystin, Nnoa i Philip Piller, ušlo u uži izbor nakon live castinga u studiju ORF. Dana 30. siječnja 2025., Pjesma Wasted Love koju izvodi Pietsch, pod umjetničkim imenom JJ, ORF je najavio kao austrijsku pjesmu za Pjesmu Eurovizije 2025. tijekom radijske emisije Ö3-Wecker, emitirane na Ö3 radiju. Pjesmu Wasted Love odabrao je između osam pjesmama u užem izboru žiri od 30 lokalnih i međunarodnih stručnjaka iz glazbene industrije i Pjesme Eurovizije, kao i gotovo 30 međunarodnih predstavnika OGAE fan klubova iz pet zemalja i ORF tima za Pjesmu Eurovizije. Pjesma je objavljena 6. ožujka 2025.

### Na Pjesmi Eurovizije
Tijekom ždrijeba održanog 28. siječnja 2025. Austrija je izvučena da se natječe u drugom polufinalu, nastupivši u prvoj polovici emisije.
JJ je ponovno nastupio u finalu 17. svibnja 2025. Pjesma je nastupala 9. po redu. Pjesma je potom pobijedila, osvojivši ukupno 436 bodova, uključujući 178 od publike i 258 od žirija.